# Maniac Zone Wrestling
MZW (Maniac Zone Wrestling) – polska federacja pro wrestlingu mająca siedzibę we Wrocławiu, działająca od 2014 roku.

## Historia
Maniac Zone Wrestling jest polską federacją wrestlingu założoną 1 kwietnia 2014. MZW swoje gale organizuje na terenie województwa dolnośląskiego i opolskiego, siedziba federacji na początku znajdowała się w Niedźwiedzicy, następnie w 2015 roku została przeniesiona do Głuchołaz, a od 2018 roku mieści się we Wrocławiu. Do tej pory na terenie Polski odbyło się ponad 30 gal, z których większość  miała miejsce w Głuchołazach oraz Wrocławiu. 

## Tytuły mistrzowskie
Głównym tytułem (pasem mistrzowskim) MZW jest  MZW Championship. Pierwszy mistrz federacji zdobył tytuł podczas gali Champions War II, gdzie Justin Joy pokonał Shadowa. Dawniej federacja posiadała też tytuły tag team, jednak zostały one wycofane.
| Nr | Mistrz            | Data       | Gala                              | Lokacja    | Dni  | Uwagi                                                               |
| -- | ----------------- | ---------- | --------------------------------- | ---------- | ---- | ------------------------------------------------------------------- |
| 1  | Justin Joy        | 10.01.2016 | MZW Champion's War II             | Głuchołazy | 125  | Justin Joy pokonał Shadowa, stając się pierwszym mistrzem.          |
| 2  | Shadow            | 14.05.2016 | MZW Beatdown 2016                 | Głuchołazy | 385  | Był to "Loser Leaves MZW, Last Man Standing" match.                 |
| 3  | Asmund            | 03.06.2017 | MZW Champion's War III            | Głuchołazy | 225  | Był to "Hardcore" match.                                            |
| 4  | Shadow (2)        | 14.01.2018 | MZW Big Rumble                    | Głuchołazy | 390  | Był to "Triple Threat" match, z udziałem Stanisława van Dobroniaka. |
| 5  | Damien Rothschild | 09.02.2019 | MZW Project 3: Black and White    | Wrocław    | 195  |                                                                     |
| 6  | Asmund (2)        | 24.08.2019 | MZW Project 6: Death and Glory    | Wrocław    | <1   |                                                                     |
| –  | WAKAT             | 24.08.2019 | MZW Project 6: Death and Glory    | Wrocław    | 721  | Asmund zrzekł się pasa i zakończył karierę.                         |
| 7  | Rafael Kid        | 14.08.2021 | MZW Project 8: Golden Road Finals | Wrocław    | 574  |                                                                     |
| –  | WAKAT             | 11.03.2023 | MZW Game ON                       | Wrocław    | 581  | Rafael Kid opuścił federację.                                       |
| 8  | Matt Buckna       | 12.10.2024 | MZW No Time to Die                | Wrocław    | 144+ |                                                                     |

| Nr | Mistrzowie                                          | Data       | Gala                          | Lokacja    | Dni | Uwagi                                                                     |
| -- | --------------------------------------------------- | ---------- | ----------------------------- | ---------- | --- | ------------------------------------------------------------------------- |
| 1  | Zbójnicy (Jędruś Bułecka i Stanisław van Dobroniak) | 14.05.2016 | MZW Beatdown 2016             | Głuchołazy | 245 | Zbójnicy pokonali Kripto i Red Thundera, stając się pierwszymi mistrzami. |
| 2  | The Storm Riders (Blue Thunder i Red Thunder)       | 15.01.2017 | MZW Charity Show              | Głuchołazy | 140 |                                                                           |
| 3  | Catch Connection (Alexander Reich i Ronny Kessler)  | 03.06.2017 | MZW Champion's War III        | Głuchołazy | 497 |                                                                           |
| 4  | Wataha (Apollo Anderson i Justin Joy)               | 13.10.2018 | MZW Project 1: New Beginning  | Wrocław    | 160 |                                                                           |
| –  | DEZAKTYWACJA                                        | 23.03.2019 | MZW Project 4: Open Your Eyes | Wrocław    |     | Polish Hammer wycofał pasy.                                               |

## Współpraca
MZW co roku od 2015 do 2018 roku organizowało styczniowe gale z których dochód przekazywany był na Wielką Orkiestrę Świątecznej Pomocy.
Maniac Zone Wrestling jest w ciągłej współpracy z niemiecką federacją Next Step Wrestling, dzięki czemu na galach organizowanych w Polsce występują między innymi zawodnicy z Niemiec.
Każdego lata MZW we współpracy z Polską Akademią Wrestlingu organizuje letnie kursy, na których fani wrestlingu mogą sprawdzić się w ringu, nauczyć lub doskonalić technikę wrestlingu.